# Ozyptila secreta
Ozyptila secreta là một loài nhện trong họ Thomisidae.
Loài này thuộc chi Ozyptila. Ozyptila secreta được Konrad Thaler miêu tả năm 1987.